# 梅根霍芬
梅根霍芬是奥地利上奥地利州格里斯基尔兴县的一个市镇。总面积18.2平方公里，总人口1296人，人口密度71.2人/平方公里（2005年）。